# دیوید تورو (بازیکن فوتبال)
دیوید تورو (انگلیسی: David Toro؛ زادهٔ ۲۸ مهٔ ۱۹۹۷) بازیکن فوتبال اهل اسپانیا است.
از باشگاه‌هایی که در آن بازی کرده‌است می‌توان به باشگاه فوتبال کادیس اشاره کرد.